# Régeste genevois

Le Régeste genevois ou Répertoire chronologique et analytique des documents imprimés relatifs à l'histoire de la ville et du diocèse de Genève, avant l'année 1312 est un catalogue des sources de l'histoire du diocèse de Genève, publié en 1866.

## Présentation
Les deux auteurs sont les juristes genevois Paul-Élisée Lullin (1800-1872) et Charles Le Fort (1821-1888), qui ont repris les travaux de l'historien et statisticien genevois Édouard Mallet (1805-1856),. L'ouvrage a été publié à Genève par la Société d'histoire et d'archéologie de Genève, en 1866. Il est composé de 542 pages relatives aux différentes sources archivistiques régionales, dont deux cartes et trois tableaux généalogiques.
Les sources courent des années 218 av. J.-C. à 1312,. La première est relative au premier document historique mentionnant le peuple des Allobroges, lors de la traversée des Alpes par Hannibal. La seconde marque les changements des rapports de force sur le territoire de l'évêché de Genève avec l'affirmation du pouvoir communal de la cité de Genève et l'extension du pouvoir comtal de la Maison de Savoie. L'année précédente marque la mort de l'évêque de Genève, Aymon de Quart.

## Organisation
L'ouvrage se compose d'une introduction, du régeste proprement dit et d'une table alphabétique générale.
L'introduction permet aux auteurs de rappeler la démarche de l'ouvrage ainsi que les différents travaux des auteurs spécialisés sur les différents sujets abordés. Les auteurs font un rappel sur l'histoire du diocèse. Cette partie de l'ouvrage comporte une première carte au 1/200 000e.
Le régeste catalogue l'ensemble des documents d'archives (inscriptions, chartes, diplômes, actes, fragments de sources...) concernant le territoire, accompagnés de notes chronologiques, géographiques ou encore bibliographiques, lui donnant l'aspect d'un dictionnaire dans l'ensemble de ces matières. Ce sont ainsi 1690 numéros qui permettent d'appréhender la période.
Des tableaux généalogiques sont présentés pour les comtes de Savoie, les comtes de Genève, les barons de Faucigny ainsi qu'une page consacrée aux sires de Gex et aux barons de Vaud.